# Illya Kuryaki and the Valderramas
Illya Kuryaki and the Valderramas est un duo argentin de rock, pop, funk, hip-hop et soul, originaire de Villa Urquiza, Buenos Aires. Il est formé par Dante Spinetta et Emmanuel Horvilleur (respectivement fils des personnalités argentines Luis Alberto Spinetta et Eduardo Martí).
Le duo se sépare en 2001, Dante et Emmanuel se lançant dans des carrières solo. Une éventuelle réunion fait l'objet de plusieurs rumeurs, mais s'est finalement concrétisée à la fin de l'année 2011.

## Histoire
Avec les économies dont ils disposent, ils s'attèlent à l'enregistrement de ce qui allait être leur album phare. Pour ce travail, ils décident de fonder leur propre label discographique, Gigoló Productions. Le troisième album, Chaco, est un énorme succès, se vendant à plus de 250 000 exemplaires et leur permettant de donner un concert à l'Estadio Obras Sanitarias. L'album est produit par Mariano López et Machi Rufino, ex-bassiste d'Invisible. La première chanson de l'album est Abarajame, dont la vidéo (réalisée par A. Hartmann et A. Taube) reçoit le premio MTV Latino pour la « meilleure vidéo de l'année 1996 », et en 2002 elle est considérée comme la 35e meilleure chanson de rock argentin dans la liste de Los 100 Hits par le magazine Rolling Stone et en 2007 elle est classe par rock.com.ar 94e meilleure chanson rock argentin sur la liste de Los 100 de los 40.
En septembre 2012, Illya Kuryaki présente Ula ula, le premier single de leur nouvel album studio, un funk accompagné du bassiste Mariano Domínguez et du batteur Sergio Verdinelli. Le 30 octobre, ils sortent leur nouvel album Chances, coproduit par IKV et Rafael Arcaute (Calle 13), onze fois lauréat d'un Grammy. L'album comprend quatorze chansons, dont les titres Ula ula, Adelante, Soy música (avec la participation de Hugo Lobo de Dancing Mood), Helicópteros, Madafaka (avec la participation de Molotov) et Águila amarilla, dédié à Luis Alberto Spinetta.
Le 24 janvier 2015, ils se produisent au festival Personal Fest, partageant la scène avec Maxi Trusso, Cirse, Iceberg del Sur, Coti et Miranda!,.
Le duo confirme au début 2015 travailler sur de nouveaux morceaux qui seront inclus dans un nouvel album intitulé L.H.O.N.. 

## Discographie

### Albums studio
- 1991 : Fabrico cuero
- 1993 : Horno para calentar los mares
- 1995 : Chaco
- 1997 : Versus
- 1999 : Leche
- 2001 : Kuryakistan
- 2012 : Chances
- 2016 : L.H.O.N.

### Albums live
- 1996 : Ninja Mental MTV Unplugged
- 2014 : Aplaudan en la Luna